# راس المرفاعة (الحد)

تعديل مصدري - تعديل

راس المرفاعة هي إحدى قرى عزلة الحد بمديرية الحد التابعة لمحافظة لحج، بلغ تعداد سكانها 44 نسمة حسب تعداد اليمن لعام 2004.